# ОУ „д-р Петър Берон“ (Чалъкови)
ОУ „д-р Петър Берон““ е основно училище в село Чалъкови, Пловдивско.

## История
Според предания историята на училището датира от около 1880 г., когато се помещавало в една стая в село Дуванджа, тогава разположено на брега на река Марица. Училището е било само начално. Първият учител е Борис Мендизов, а след него учител става Георги Поп Славов от Разград. През периода 1912-1918 г. учители  са били Петко Михайлов, Стоян Петков, Тана  Енчева, Васил Говедаров и др.
През пролетта на 1928 г. село Чалъкови е епицентър на втория трус на Чирпанското земетресение. Селището пропада с 3 метра и там се образува блато. Селото е изградено на ново място и в него е построено ново училище. На 25 септември 1928 г. митрополит Максим полага основния камък на новата сграда на църквата и освещава сградата на новото училище. В училището са разкрити и прогимназиални класове и така училището става основно. Учители в този период са Въльо Танев, Иван Дойчинов, Невена Дойчинова, Кичка и Катя Ламбеви, Стефана Димитрова и др.
През 1949 г. броят на учениците е около 280, а директор е Георги Синитчийски. През 1959 г. е построена втората сграда на училището.
От 1990 г. директор на училището е Ангел Шиков. През 2017/18 г. в училището се обучават 162 деца. Педагогическият персонал наброява 15 учители, директор и зам. директор, непедагогическият  персонал са 6 души. 

## Бази
Училището разполага с  две бази, в по-голямата база се намира административната част на училището, кабинетите на директор и зам. директор, учителска стая, медицински кабинет, физкултурен салон, кабинет по информационни технологии, както и класните стаи на учениците от III  до VII клас, в другата база се намират класните стаи на I и II клас, както и занималните на 5 и 6 годишни.

## Директори
- Георги Синитчийски
- Мара Колева
- Васил Стойчев
- Никола Вълков
- Атанас Киряков Атанасов
- Атанас Кондев Атанасов
- Ганчо Ганев
- Ангел Шиков